# Stadio Olimpico (Pyeongchang)
Lo stadio Olimpico (평창 올림픽 스타디움?) è uno stadio nel comune di Daegwallyeong, nella contea di Pyeongchang, in Corea del Sud. Si tratta di una struttura temporanea a forma di pentagono, in grado di accogliere 35 000 persone, che ha ospitato le cerimonie di apertura, di chiusura e di consegna delle medaglie dei XXIII Giochi olimpici invernali e dei XII Giochi paralimpici invernali, venendo poi smantellata alla fine dei giochi.

## Storia
In origine, il file di candidatura, prevedeva di svolgere le cerimonie presso lo stadio del salto di Alpensia, in maniera simile a quanto fatto in occasione delle olimpiadi invernali del 1994, dove le cerimonie furono ospitate al Lysgårdsbakken. Tuttavia, nel luglio 2012, il comitato organizzatore annunciò la decisione di costruire invece un'arena temporanea di 80.000 metri quadrati. I lavori hanno avuto inizio nel 2014 e si sono conclusi nel settembre 2017.